# Höxter und Corvey
Höxter und Corvey ist eine Erzählung von Wilhelm Raabe, die 1879 bei George Westermann in Braunschweig im Band 1 der „Krähenfelder Geschichten“ erschien. Im Frühjahr 1875 war die historische Novelle vom selben Verleger in „Westermanns Monatsheften“ vorabgedruckt worden. Nachauflagen hat Raabe 1897, 1902 und 1907 erlebt.
Beherzt verhindern zwei Freunde – das sind Heinrich von Herstelle und Lambert Tewes – im Jahr 1673 ein Pogrom der aufgebrachten Katholiken und Lutheraner an den Juden Höxters.

## Vorgeschichte
Höxter an der Weser, seit 1618 von zügellosen Soldatenhaufen mehrfach heimgesucht und verwüstet, liegt noch ein Vierteljahrhundert nach dem Ende des Dreißigjährigen Krieges in Schutt und Asche. Im Gegensatz zu der ruinierten Stadt ist die Benediktinerabtei Corvey heil geblieben.
Die Handlung läuft über eine Nacht – die zum 2. Dezember 1673. Kurz zuvor war die französische Schutzmacht, vom Bischof von Münster Bernhard von Galen ins Land gerufen, gen West abgezogen. Von Galen ist der Administrator zu Corvey.

## Handlung
Gleich zu Anfang lässt Raabe drei Protagonisten in einer Weserfähre in Richtung Höxter übersetzen, nämlich den alten Benediktinermönch Heinrich von Herstelle, die greise Jüdin Kröppel-Leah und den Pastor Helmrich Vollbort.  Fährmann ist der barsche Hans Vogedes. Am anderen Ufer wartet der vierte Protagonist, der ehemalige Student der Jurisprudenz Lambert Tewes.
Der Benediktiner Heinrich von Herstelle war von seinem Prior als Bote nach Wickensen geschickt worden und kehrt in sein Kloster Corvey heim. Die wegmatte, kriegszerzauste Kröppel-Leah aus Höxter trägt ein Bündel mit Erbschaft bei sich. In Gronau bei Hildesheim war ein Verwandter verstorben. Pastor Vollbort ist in Höxter als Pfarrherr der lutherischen Kirche Sankt Kilian zu Hause. Der 19-jährige Student Lambert Tewes, ein Neffe des Pastors, war vor einer Woche erst von der Universität Helmstedt relegiert worden.
Bei Höxter gelandet, jagt Hans Vogedes die gebrechliche Kröppel-Leah mit ihrem bleischweren Bündel von der Fähre. Lambert bittet den Pastor zweimal um Übernachtung. Der Onkel weist den Neffen jedes Mal derb ab. Der Student muss auf einer harten Gasthaus-Bank übernachten. Heinrich von Herstelle marschiert nach Corvey, kommt in dem Kloster aber nicht zur Nachtruhe.
Die Bürger von Höxter wollen nach den Leiden der französischen Einquartierung nun an jemandem ihren Grimm und Groll auslassen. Zunächst wird der jeweilige Küster sowohl der katholischen als auch der lutherischen Pfarrei heftig durchgeprügelt. Vom Sturmglockengeläut der Unglücklichen werden die Mönche im benachbarten Corvey aus dem Schlaf gerissen. Der greise Mönch Heinrich von Herstelle, der in seiner Jugend unter Tilly ritt, führt die Streitmacht der Kuttenträger an. Das Stift Corvey kann nichts anders. Eben erst wurden ihre Rechte, auch die „Obergewalt“ über die Stadt Höxter, bekräftigt und bestätigt. Nun, da die Franzosen fort sind, müssen die Mönche gegen die rebellische Bürgerschaft antreten. Heinrich von Herstelle ist der Kriegerischste unter ihnen. Die Streitmacht der Mönche rettet den „Schutzjuden des Stiftes“ das nackte Leben.
Lambert, durch den Lärm von seiner harten Bank aufgeschreckt, greift ein, als kein Küster mehr zur Misshandlung übrig bleibt. Der Pöbel zündet das Haus des Juden Samuel an. Die Hausfrau wird arg bedrängt. Ihre Kinder werden geschlagen. Lambert unterbindet den Tumult zunächst mit Faustschlägen. Heinrich und Lambert wehren noch zwei Angriffe auf die Kröppel-Leah und deren Enkelin Simeath ab. Fährmann Hans Vogedes verschafft sich mit der Axt Zutritt in die Wohnung der alten Frau. Er und zwei Spießgesellen sind auf die Gronauer Erbschaft der Kröppel-Leah aus. Das schwere Bündel enthält Plunder. Ein Erbstück aber zieht Heinrich von Herstelles Aufmerksamkeit auf sich. Der „mit verblaßtem Golde gestickte Reiterhandschuh“ erweist sich als das Geschenk eines „guten Ritters“ aus dem schlimmen Jahr 1622. Das seinerzeit junge Fräulein Leah hatte den Handschuh als Dank für erwiesene Krankenpflege erhalten. Heinrich hatte, ebenso wie der ehemalige Besitzer Just von Burlebecke, in Höxter gekämpft. Bei der zweiten nächtlichen Attacke auf die inzwischen fiebernde Leah und auf Simeath wollen die braven Bürger alle Juden vor die Stadtmauer setzen. An ihrer Spitze stürmt Lamberts neuer Intimfeind Helmrich Vollbort vor. Lamberts Onkel will noch mehr, als nur die Juden vertreiben. Er ruft die „lutherische Bürgerschaft“ zum Kampf gegen die „Herren von Corvey“ noch in der Nacht auf. Mit Geschick zerstreut Lambert die Angriffslustigen unter den Lutheranern. Leah stirbt. Lambert bringt die obdachlose Familie Samuels unter. Dank Lamberts Festigkeit bleiben die Juden innerhalb der Stadtmauer.
Recht soll künftig wieder gelten in Höxter. Hans Vogedes erwartet eine harte Strafe. Ein neuer Fährmann wurde bestellt. Dieser setzt Lambert über. Der Student lässt sich nicht halten. Obwohl der neue Fährmann meint, Lambert sei der geeignete Bürgermeister für Höxter, geht der Student nach Wittenberg.
Raabe teilt noch mit, Lambert Tewes wurde später Professor der Beredsamkeit zu Halle und lebte bis 1703.

## Selbstzeugnis
- Am 4. Februar 1903 schreibt Raabe an die Leserin Philippine Ullmann aus Stadtoldendorf: „Auch aus Höxter und Corvey können Sie wohl entnehmen, daß ich nicht zu den Antisemiten zu zählen bin… Juden haben in meinem Leben immer mit zu meinen besten Freunden und verständnisvollsten Lesern gehört, und daran hat sich bis heute nichts geändert.“[6]

## Rezeption
Zeitgenossen
- Wilhelm Jensen in „Westermanns Monatsheften“ vom Oktober 1897: Der Text enthalte eine „Fülle von Barockheiten, unorganischen Teilen und Unverständlichkeiten“, die an Jean Paul erinnerten.[7]

Neuere Äußerungen
- Raabe habe die Auseinandersetzungen in jener Nacht anno 1673 erfunden. Nachweisbar aus dieser Zeit sei nur der „Bier- und Kälberstreit“ zwischen Corvey und Höxter.[8]
- Fritz Martini habe in zwei Arbeiten aus den Jahren 1953 und 1965 das scheinbare Chaos in der Erzählung bis ins Detail entflochten und verifizierbar erhellt.[9]
- Sprengel[10] vermutet, Raabe habe den Text als Reaktion auf Wilhelm Jensens Novelle „Die Juden von Cölln“ (1869) geschrieben.

## Ausgaben

### Erstausgabe
- Höxter und Corvey in „Krähenfelder Geschichten von Wilhelm Raabe“. Bd. 1, S. 121–240. Westermann, Braunschweig 1879

### Verwendete Ausgabe
- Hans-Jürgen Schrader (Hrsg.): Wilhelm Raabe: Höxter und Corvey. Eine Erzählung. 215 Seiten. Reclam, Stuttgart 1981. RUB 7729 [3], ISBN 3-15-007729-X (mit bebildertem Anhang (S. 101–213), verfasst vom Herausgeber)

### Weitere Ausgaben
- Der Verlag Hermann Klemm, Berlin-Grunewald, brachte die Erzählung in den „Krähenfelder Geschichten“ 1915, 1918 und 1934 heraus. Als Einzelausgabe kam Höxter und Corvey beim selben Verlag in Freiburg im Breisgau 1953 und 1954 heraus.[1][11]
- Bei Hofmann in Zürich erschien die Novelle 1945 und bei Seemann in Recklinghausen 1961.[12]
- Höxter und Corvey. S. 259–353, mit einem Anhang, verfasst von Hans Butzmann, S. 491–506 in: Gerhart Meyer (Bearb.), Hans Butzmann (Bearb.): Meister Autor. Zum wilden Mann. Höxter und Corvey. Eulenpfingsten. (2. Aufl. besorgt von Karl Hoppe und Rosemarie Schillemeit) Vandenhoeck & Ruprecht, Göttingen 1973. Bd. 11, ISBN 3-525-20144-3 in Karl Hoppe (Hrsg.), Jost Schillemeit (Hrsg.), Hans Oppermann (Hrsg.), Kurt Schreinert (Hrsg.): Wilhelm Raabe. Sämtliche Werke. Braunschweiger Ausgabe. 24 Bde.